# 반탁음
반탁음(일본어: 半濁音 한다쿠온[*])은 일본어에 관한 용어로 /p/를 보함한 음, 즉, ‘ぱ · ぴ · ぷ · ぺ · ぽ · ぴゃ · ぴゅ · ぴぇ · ぴょ’의 각 음절의 총칭이다.
반탁음에 붙이는 둥근 모양의 기호 ‘゜’는 반탁점이라고 불린다.

## 역사
정설에 의하면, 나라 시대 이전의 극히 오래된 일본어에 있어서는 パ행음과 ハ행음의 구별은 없으며, 그 머리자음은 일률적으로 [p] 와 같은 음이였다.  그 후 음의 약화를 지나서, [ɸ]과 같은 음이 생겼다고 한다.
헤이안 시대가 되면, 한어의 영향을 받아서 발음 ‘ん’이나 촉음 ‘っ’ 등의 음이 새롭게 도입되며, 이에 따라서, 아래와 같이 두 종류의 음이 보이게 됐다.
하지만 이 시점에서는 필시, 양쪽 음은 아직 동일 음소의 상보적인 이음끼리의 관계에 지나지 않았다고 추정된다.
16세기, 일본은 포르투갈인과 만나며 포르투갈어에서 많은 어휘를 얻었지만, 그 때에는 padre→ばてれん과 같이 어두의 [p]음은 회피하고, 어중에서는 Europa→えうろっぱ(→ヨーロッパ), capa→かっぱ(合羽)와 같이 ‘っ’를 삽입하는 것이 보통이였다. 이 것에서 당시 [p] 음이 나타날 수 있는 곳에는 아직 제약이 있으며, 위에 적힌 구분이 대체로 모방되고 있었다는 것이 보인다.
에도 시대에 의하면 [ɸ] 음에는 더욱이 약회되고 현대어에 가까운 [h]나 [ç] 등의 음가를 가지게 됐다. 이 시점에서 그것을 [p]와 동일한 음소라고 지각되는 것은 이미 어려워지고 있었을 가능성이 있다. 그런 중에 서적 등 문자문화의 대중화도 더불어서, 문면상의 훈독 등을 한층 더 고안해서 읽기 쉬움을 향상할 필요가 생기며, 그 일환으로 반탁점이 발명됐다. 덧붙여서, 약화한 음이 보다 일반적인 음으로 인식되었기 때문에 [p] 음에 부표하게 됐다고 추측된다.
근대에 들어가면 구미(유럽과 미국)에서 대량의 외래어가 유입돼서, ‘ん’ ‘っ’ 이외의 음 뒤나 어두에서 [p] 음을 사용하는 것이 대단히 당연하게 여겨졌다. 이것에 의해서 /h/ 와 /p/와의 최소 대립쌍 이 기능적으로도 확립했다고 할 수 있다.

## 반탁음이 나타나는 곳
대체로 아래와 같이 분류할 수 있다.
한자 숙어
한자 숙어에서 ‘〜ん’ 또는 입성음 ‘〜つ’ ‘〜ち’ ‘〜ふ’의 뒤에 ‘は행’ 음이 오는 경우. 또 수사에 관해서는 예외적으로 ‘～く’(‘{{{2}}}’ ‘{{{2}}}’) 뒤에서도 반탁음이 나타난다.
おん+ふ→おんぷ(音符), はつ+ひょう→はっぴょう発表), いち+ほん→いっぽん(一本), がふ+へい→がっぺい(合併) 등.
또한, ‘〜ふ’에 대해서는 본래의 음이 사리지고나서 후에, 특히 근대 이후에 사용되기 시작한 숙어에서는 이 한계는 없다. 예시: ごう+ほう→ごうほう(合法)
외래어
근대 이후 대량의 외래어를 수입했으며, パ행음도 널리 사용되고 있다.
의성어
의성어는 앞 서 서술한 분류 규칙에 대한 예외이며, 일본어에는 있으면서, 어두의 パ행음이 빈번하게 나타난다.
ぱさぱさ, ぷるぷる, ぽたぽた 등. 또, ぽっかり, ぴったり, ぽろり 등. 파생어로 パクる, ピリ辛 등.
또한, 아래의 같은 계열의 단어끼리를 비교하길 바란다.
- ぴかぴか - 동계어 ‘光る’는 반탁음을 가지지 않는다
- ぴよぴよ - 동계어 ‘ひよこ’는 반탁음을 가지지 않는다

그 외
위 이외에도, 葉っぱ, 尻尾, おっぱい, ひっぱる, しょっぱい, あけっぴろげ, ハンパ 등, 또 접미사적인 ‘〜っぽい’이나 ‘〜っぱなし’ 등, 일성어를 중심으로 일정 수 존재한다. 이들의 대부분은 스스럼 없는 장면에서만 사용되는 속어적인 어휘이다. ‘っ’ 또는 ‘ん’의 뒤에 나타내는 것이 기본이다.

## 같이 보기
- 청음 - 반탁음 - 탁음
- 비탁음
- 오십음
- ハ행